# Communauté de communes Vallée de l’Ubaye Serre-Ponçon
Die Communauté de communes Vallée de l’Ubaye Serre-Ponçon (offizielle Schreibweise Communauté de communes Vallée de l’Ubaye - Serre-Ponçon) ist ein französischer Gemeindeverband mit der Rechtsform einer Communauté de communes im Département Alpes-de-Haute-Provence in der Region Provence-Alpes-Côte d’Azur. Sie wurde am 16. Dezember 2016 gegründet und umfasst 13 Gemeinden. Der Verwaltungssitz befindet sich im Ort Barcelonnette.

## Historische Entwicklung
Der Gemeindeverband entstand mit Wirkung vom 1. Januar 2017 durch die Fusion der Vorgängerorganisationen
- Communauté de communes Vallée de l’Ubaye und
- Communauté de communes Ubaye Serre-Ponçon.[3]

Abweichend davon schloss sich die Gemeinde Pontis der Communauté de communes Serre-Ponçon im benachbarten Département Hautes-Alpes an. Außerdem bildeten die Gemeinden La Bréole und Saint-Vincent-les-Forts eine Commune nouvelle mit dem Namen Ubaye-Serre-Ponçon.

## Mitgliedsgemeinden
| Gemeinde                                              | Einwohner 1. Januar 2022 | Fläche km² | Dichte Einw./km² | Code INSEE | Postleitzahl |
| ----------------------------------------------------- | ------------------------ | ---------- | ---------------- | ---------- | ------------ |
| Barcelonnette                                         | 2.528                    | 16,42      | 154              | 04019      | 04400        |
| Enchastrayes                                          | 397                      | 44,19      | 9                | 04073      | 04400        |
| Faucon-de-Barcelonnette                               | 293                      | 17,42      | 17               | 04086      | 04400        |
| Jausiers                                              | 1.142                    | 107,73     | 11               | 04096      | 04850        |
| La Condamine-Châtelard                                | 156                      | 56,08      | 3                | 04062      | 04530        |
| Le Lauzet-Ubaye                                       | 212                      | 66,26      | 3                | 04102      | 04340        |
| Les Thuiles                                           | 365                      | 32,80      | 11               | 04220      | 04400        |
| Méolans-Revel                                         | 323                      | 127,74     | 3                | 04161      | 04340        |
| Saint-Paul-sur-Ubaye                                  | 195                      | 205,55     | 1                | 04193      | 04530        |
| Saint-Pons                                            | 613                      | 32,06      | 19               | 04195      | 04400        |
| Ubaye-Serre-Ponçon                                    | 796                      | 62,48      | 13               | 04033      | 04340        |
| Uvernet-Fours                                         | 502                      | 135,44     | 4                | 04226      | 04400        |
| Val d’Oronaye                                         | 98                       | 109,45     | 1                | 04120      | 04530        |
| Communauté de communes Vallée de l’Ubaye Serre-Ponçon | 7.620                    | 1.013,62   | 8                | –          | –            |